# Ruschia pulchella
Ruschia pulchella är en isörtsväxtart som först beskrevs av Adrian Hardy Haworth, och fick sitt nu gällande namn av Schwant. Ruschia pulchella ingår i släktet Ruschia och familjen isörtsväxter. Inga underarter finns listade i Catalogue of Life.